# Captage du courant

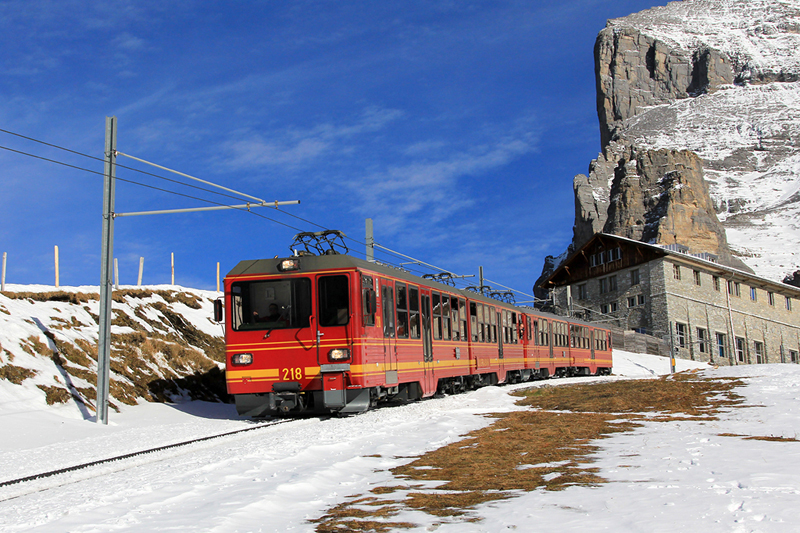
Une automotrice de la Jungfraubahn, alimentée en courant triphasé.

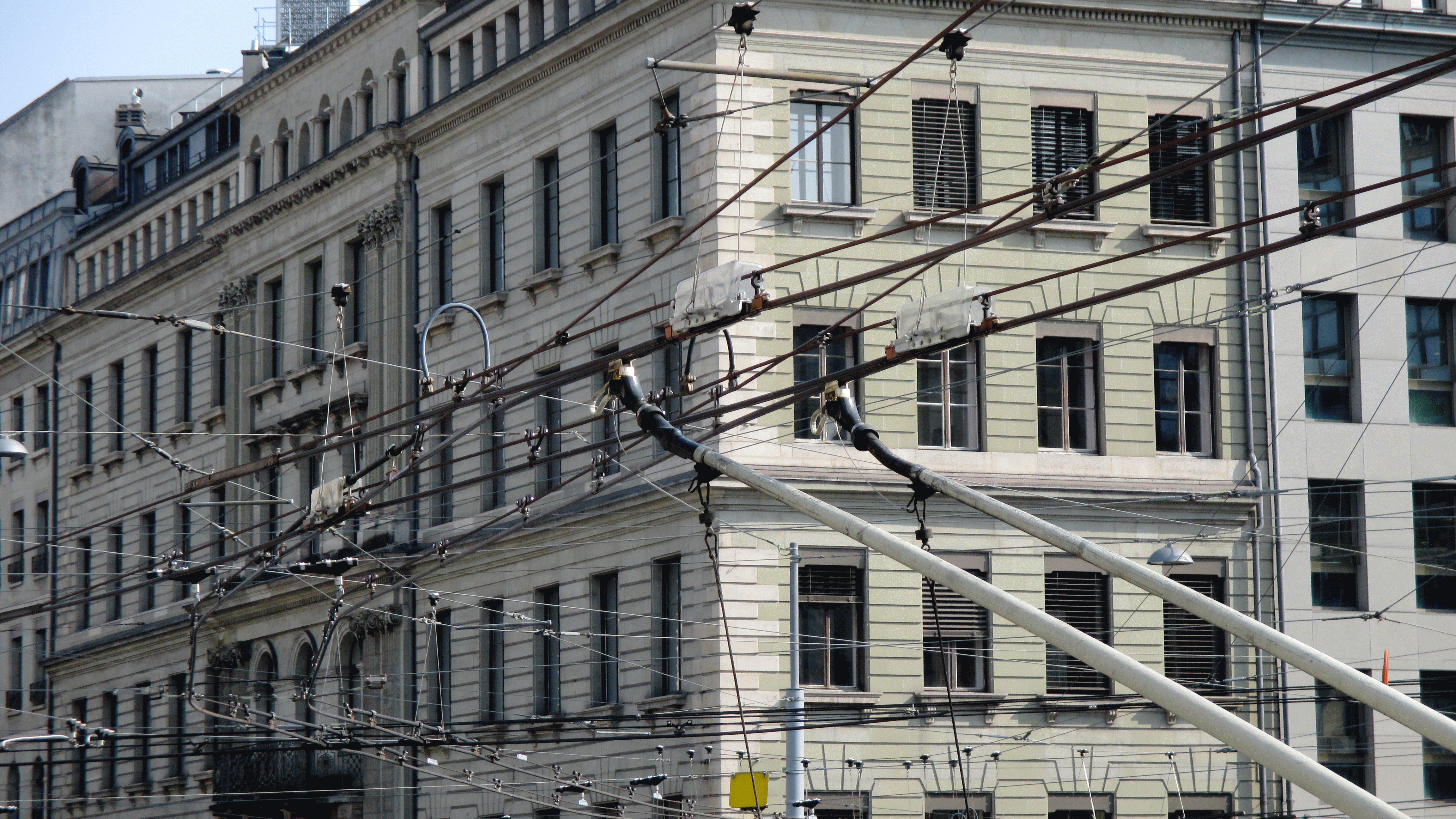
Perches d'un trolleybus TPG.

Dans un système d'électrification ferroviaire, le captage du courant permet l'alimentation des locomotives électriques ou des rames automotrices en général.
Il faut distinguer le captage du courant et le retour du courant. 
Le captage du courant se fait généralement :
- par fil de contact aérien, simple ou double, supporté ou non par un câble porteur, voire un porteur auxiliaire, l'ensemble formant alors une caténaire ;
- par rail conducteur (troisième rail) au sol ou latéral.

Le retour du courant de traction ne doit pas se faire par le sol. Il est généralement réalisé :
- en utilisant les rails des trains/trams ;
- par l'utilisation d'un second fil aérien de contact (bifilaire) ;
- par l'utilisation d'un quatrième rail dédié au retour du courant (plus rare).

Des dispositifs d'alimentation triphasés avec deux fils de contact ont également existé au début du XXe siècle ; un tel système est encore en service à la Jungfraubahn, chemin de fer desservant la gare la plus élevée d'Europe.

## Captation du courant

### Ligne aérienne de contact

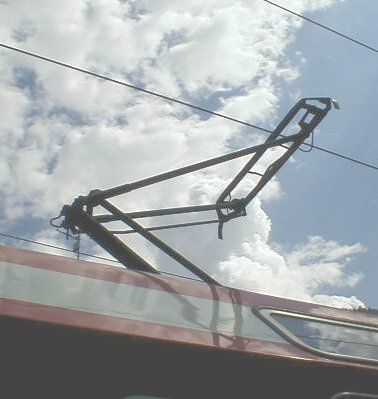
Captage par pantographe sur la ligne Martigny-Châtelard.

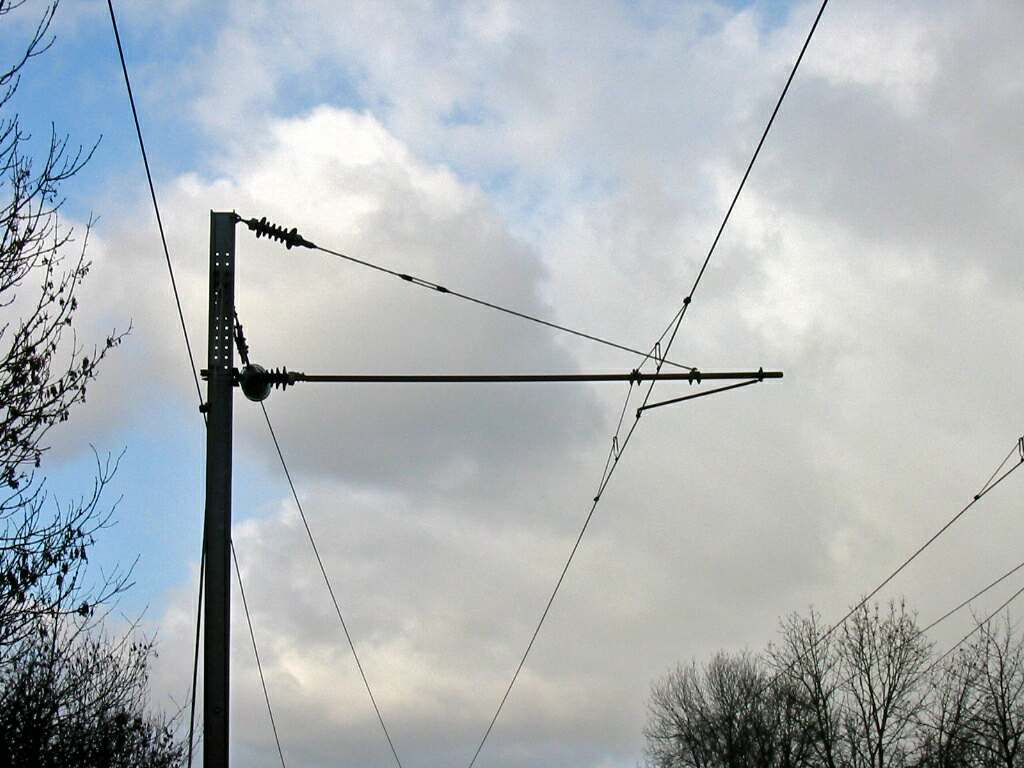
Fil simple régularisé

La ligne aérienne de contact (abrégé en LAC) ou caténaire est le système de captation du courant le plus répandu. Il autorise des tensions de caténaire élevées (jusqu'à 25 000 V — et même 50 000 V aux États-Unis pour une ligne affectée au transport du charbon et en Afrique du Sud pour un chemin de fer minier) ce qui permet de transmettre une puissance importante en limitant la section du fil conducteur et en augmentant l'espacement entre sous-stations d'alimentation.
Pour la majorité des lignes ferroviaires, la caténaire est soutenue par une suspension, permettant de tendre la caténaire. Pour les lignes à trafic modéré ou à vitesses peu élevées, il n'y a pas de suspension caténaire, et un « fil simple régularisé » ou non-régularisé est suffisant. Il s'agit de la configuration standard pour les tramways. 
En courant alternatif, par exemple à la tension de 25 000 V 50 Hz, la pose d'un fil d'alimentation (feeder) parallèle à la caténaire et présentant une tension de 25 000 V par rapport au sol mais en opposition de phase avec la caténaire, permet de doubler la distance de transport, en portant la tension de transport du courant à 50 000 V (entre le feeder et la caténaire) tout en restant compatible avec le matériel 25 kV. (technique dite du « 2 × 25 000 »).
Le captage du courant s'effectue par un pantographe muni d'un archet. La distance entre le fil de contact et le plan de roulement doit être aussi constante que possible, particulièrement à grande vitesse. La construction de la caténaire, faite d'un fil de contact soutenu par un fil porteur via des pendules de longueurs variables, permet d'obtenir une horizontalité presque parfaite du fil de contact. Les trains à grande vitesse, d'autre part, sont équipés de pantographes à double suspension.
Néanmoins, le frottement de l'archet sur le fil de contact génère une onde qui se propage de part et d'autre du point de contact. Pour une tension normale du fil de contact, cette onde se propage à moins de 500 km/h. Si le TGV atteint cette vitesse, le pantographe rattrape l'onde (c'est le phénomène de Mach). Il peut entraîner l'arrachement des caténaires et la destruction du pantographe. C'est l'une des causes à la limitation de vitesse des trains de type TGV. Pour éviter ce phénomène, il faut augmenter la tension du fil, ce qui augmente la vitesse de propagation de l'onde. Mais il est évident que cela pose le problème de la résistance mécanique de la caténaire. Un compromis doit être trouvé entre la bonne tenue mécanique de la caténaire et sa bonne section (pour limiter les pertes par effet Joule). 
Les trolleybus utilisent également des LAC. Cependant, en raison de l'utilisation de perche (trolleypole en anglais), la ligne aérienne peut être différente, notamment le système d'accroche des LAC et la forme des LAC dans les virages. Les anciens tramways de France et du monde utilisaient également des perches. Ce système est toujours visible pour le tramway de Toronto.

### Profil aérien de contact
Le profil aérien de contact (abrégé en PAC) est une poutre électrifiée suspendue. Ce système à l'avantage d'être plus simple à remplacer, de ne pas nécessiter un fil de suspension et de ne pas avoir besoin de système pour tendre le profil (nécessaire pour les LAC). Il a l'inconvénient d'être plus lourd que les LAC et il nécessite plus de points d'accroche. C'est pour cela que ce système est majoritairement utilisé en tunnel, ou dans les dépôts.
Le PAC est utilisé en France sur la ligne C du RER, ligne E du RER, ligne 6 du tramway d'IDF à Chatillon-Montrouge, les lignes du grands Paris Express (15, 16, 17)...
Le PAC est utilisé par une majorité des métros modernes utilisant une captation aérienne, dont notamment la ligne Elizabeth du métro de Londres et la ligne Fukutoshin de la compagnie Tokyo métro.

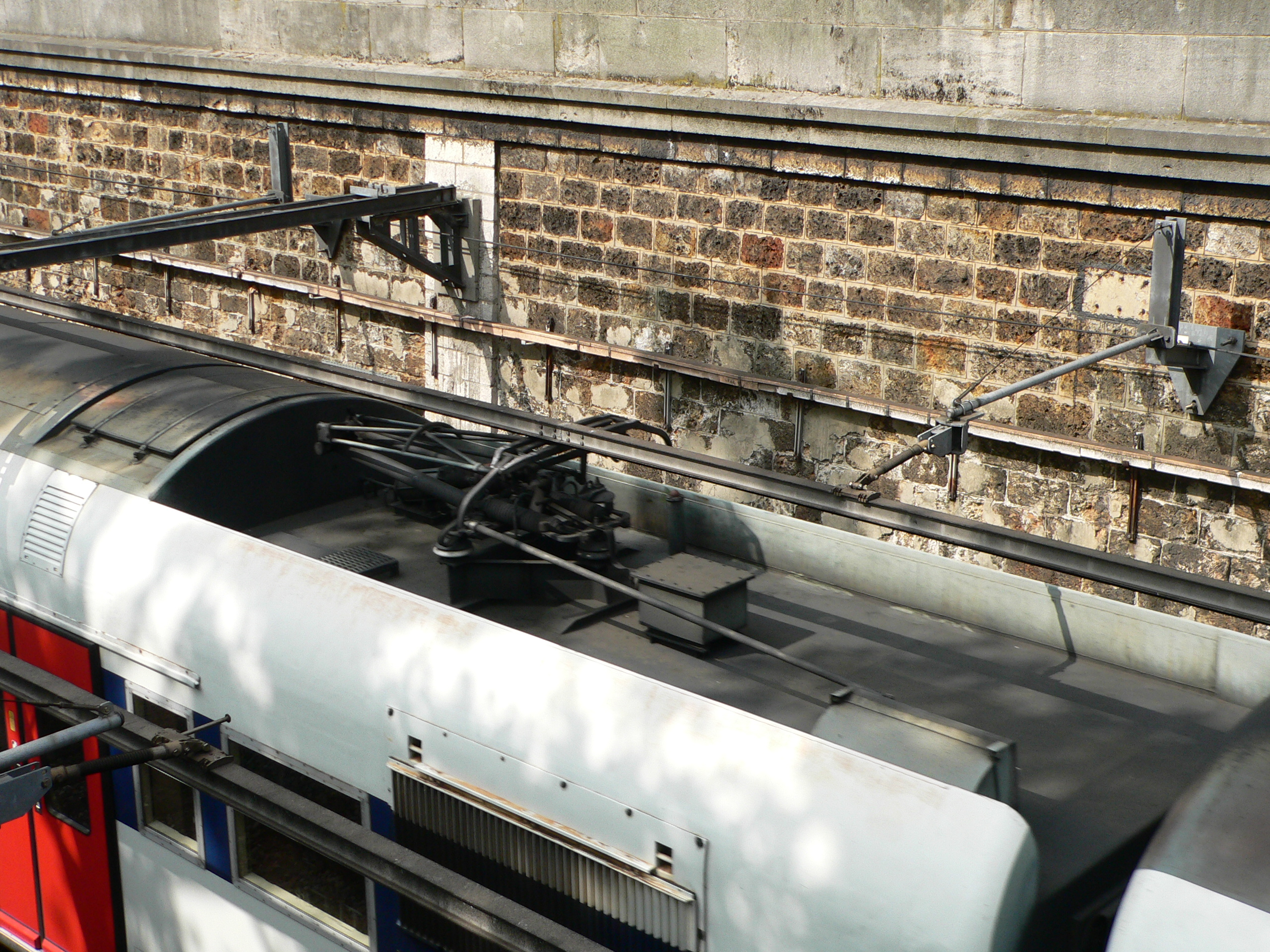
PAC sur la ligne C du RER

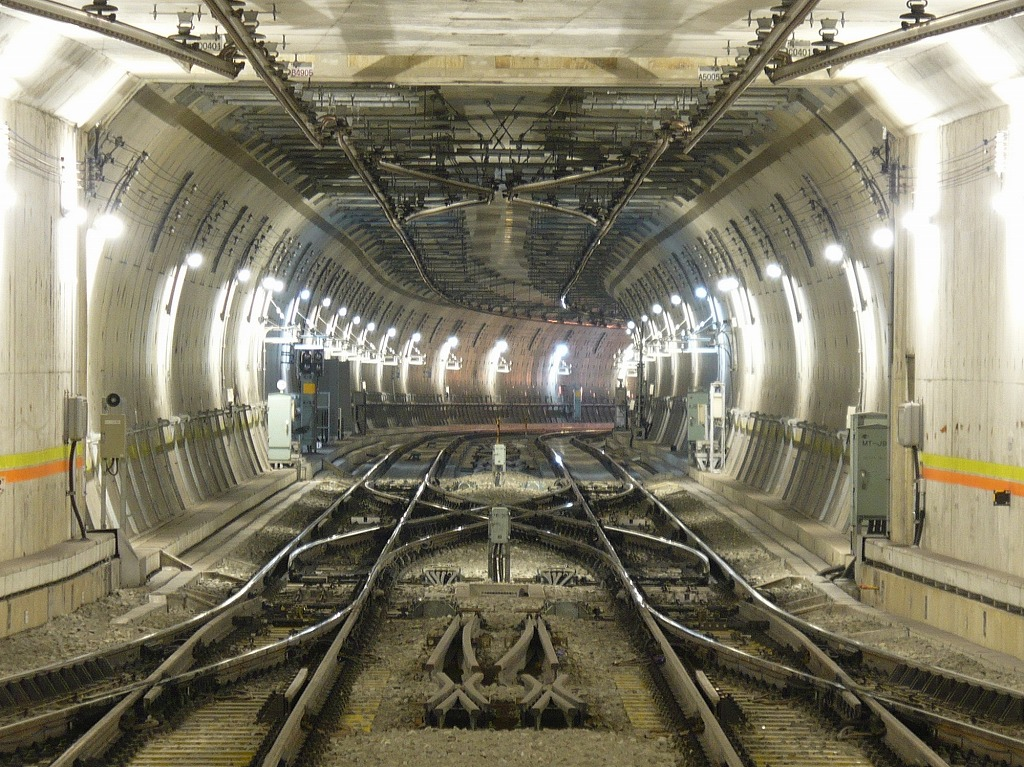
PAC sur les aiguillages de la gare de Shibuya de la ligne Fukutoshin de la compagnie Tokyo métro.

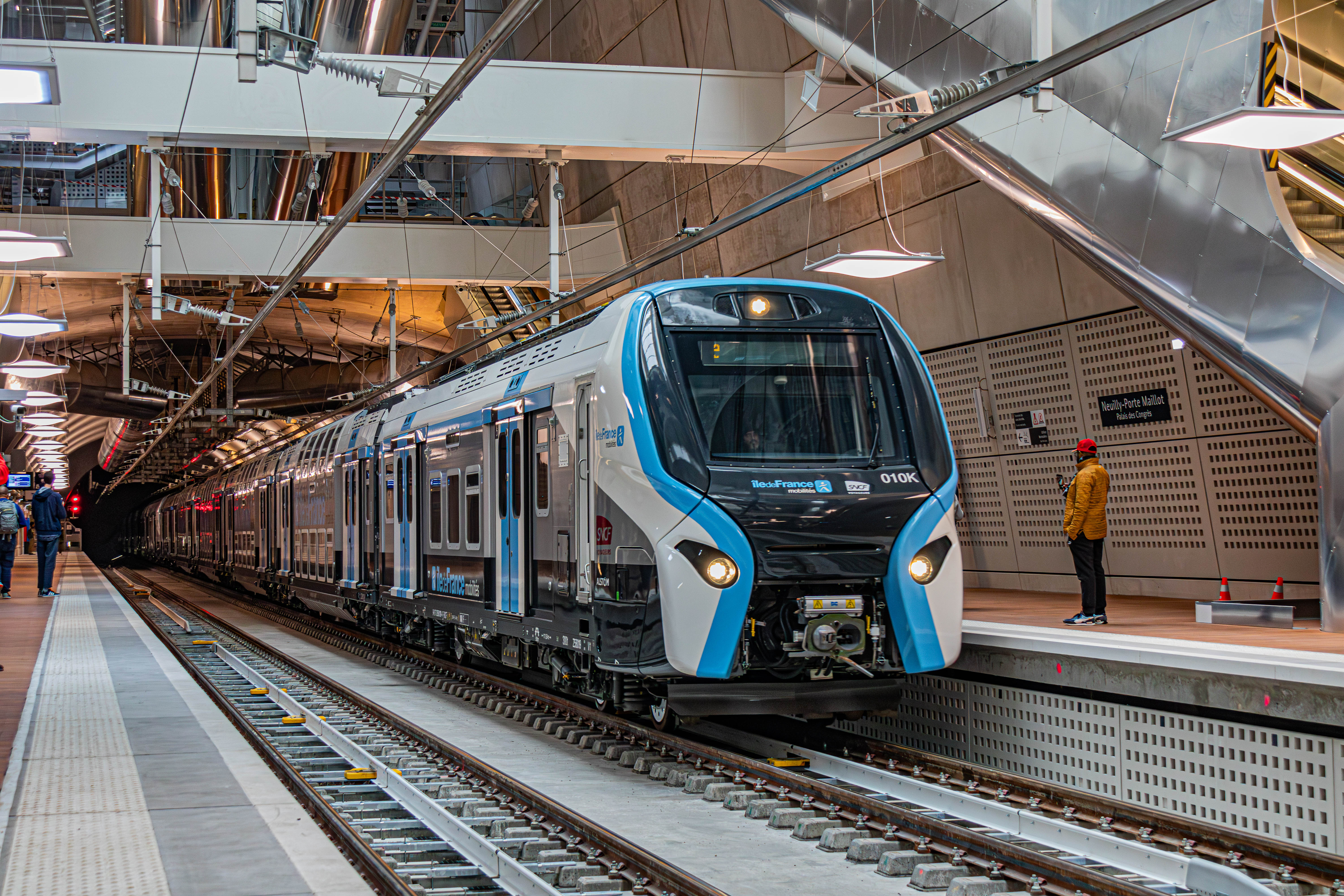
PAC sur le RER E à la gare de la porte maillot

### Rail conducteur
Le troisième rail est le plus souvent alimenté en courant continu avec une tension ne dépassant pas 1 500 V, ce qui entraîne une double limitation :
- en puissance (les intensités sont importantes)
- en vitesse (à cause de la rupture des contacts électriques aux aiguillages, aux croisements et aux passages à niveau)

Ce système est pourtant encore très utilisé en particulier :
- dans la banlieue de Londres et le sud de l'Angleterre ;
- pour les S-bahn de Berlin et de Hambourg ;
- pour la plupart des lignes de métro dans le monde ;
- pour certaines lignes à voie étroite (en France le Train jaune dans les Pyrénées-Orientales, la ligne Saint-Gervais-Vallorcine en Haute-Savoie).

Historiquement parlant ce système a été très utilisé pour les rames automotrices de la banlieue par exemple en France sur le réseau de la banlieue ouest de Paris (gare Saint-Lazare et gare des Invalides). Il y a été depuis remplacé par une alimentation moderne par caténaire 25 000 V alternatif (St-Lazare), 1 500 V continu (Invalides) ou 750 V continu (tram T2 RATP : Pont de Bezons-Porte de Versailles).
Le captage du courant se fait par des frotteurs (ou patins) avec ressorts, qui viennent appuyer soit au-dessus (ligne fer du métro de Paris), soit en dessous (métro moderne comme Berlin ou Amsterdam par exemple) ou sur le côté du rail conducteur (lignes pneus des métros de Paris, Lyon, Marseille).
Sur la photo, on aperçoit le rail conducteur à droite des deux rails de roulement. Il est surélevé par des blocs de ciment, qui assurent l'isolation électrique. Le rail conducteur est interrompu au niveau du passage à niveau, et ses extrémités sont munies de planches de protection. En pratique, plusieurs frotteurs sont répartis le long des trains, généralement au niveau de chaque boggie moteur, de façon qu'il n'y ait pas d'interruption de l'alimentation électrique.   
On remarquera que le troisième rail est légèrement courbé vers le bas à son extrémité, de façon à faciliter l'application du frotteur.

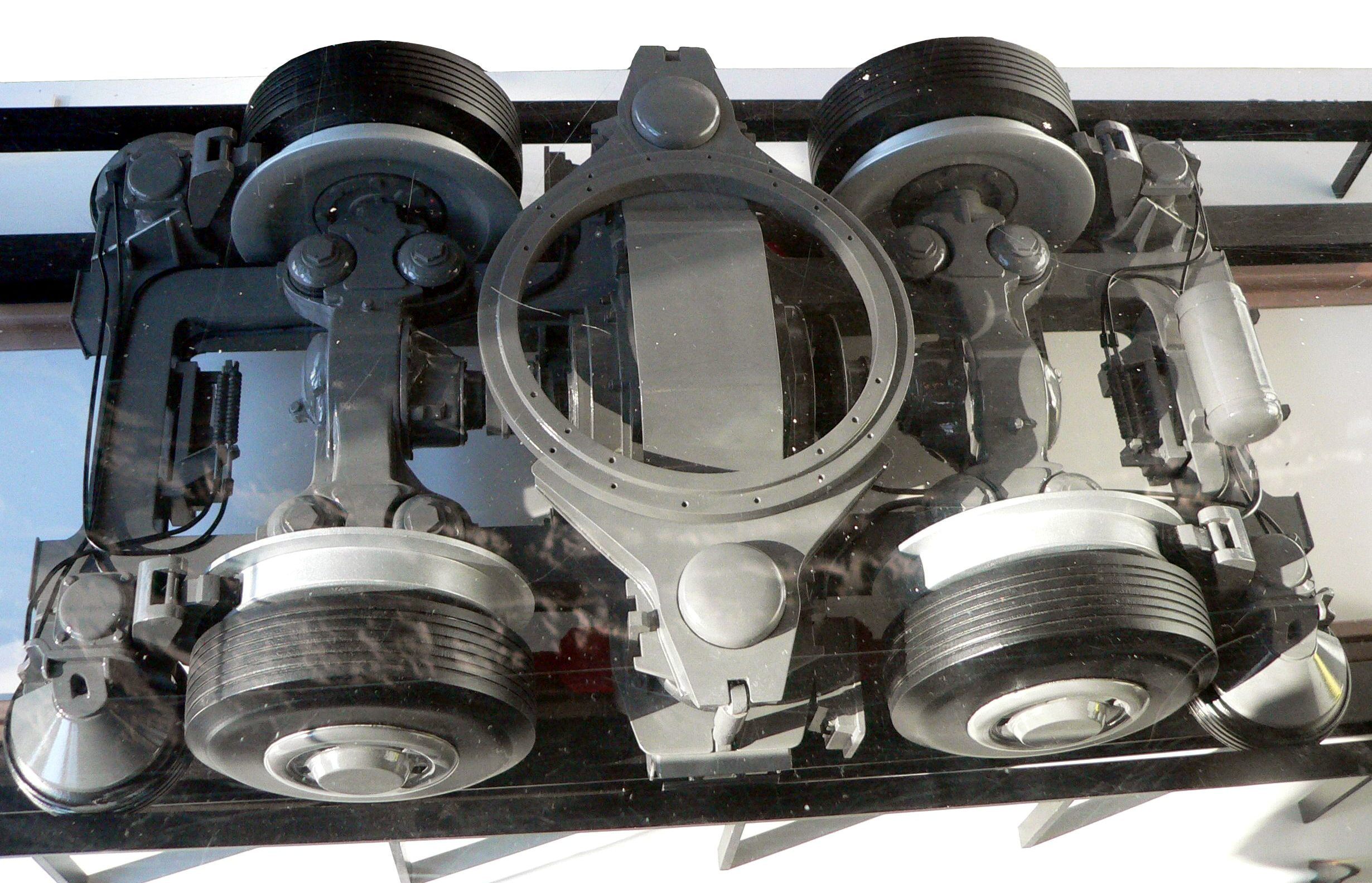
Boggie de MP89CA avec frotteur latérale entre les deux essieux. Le captage du courant est latéral.

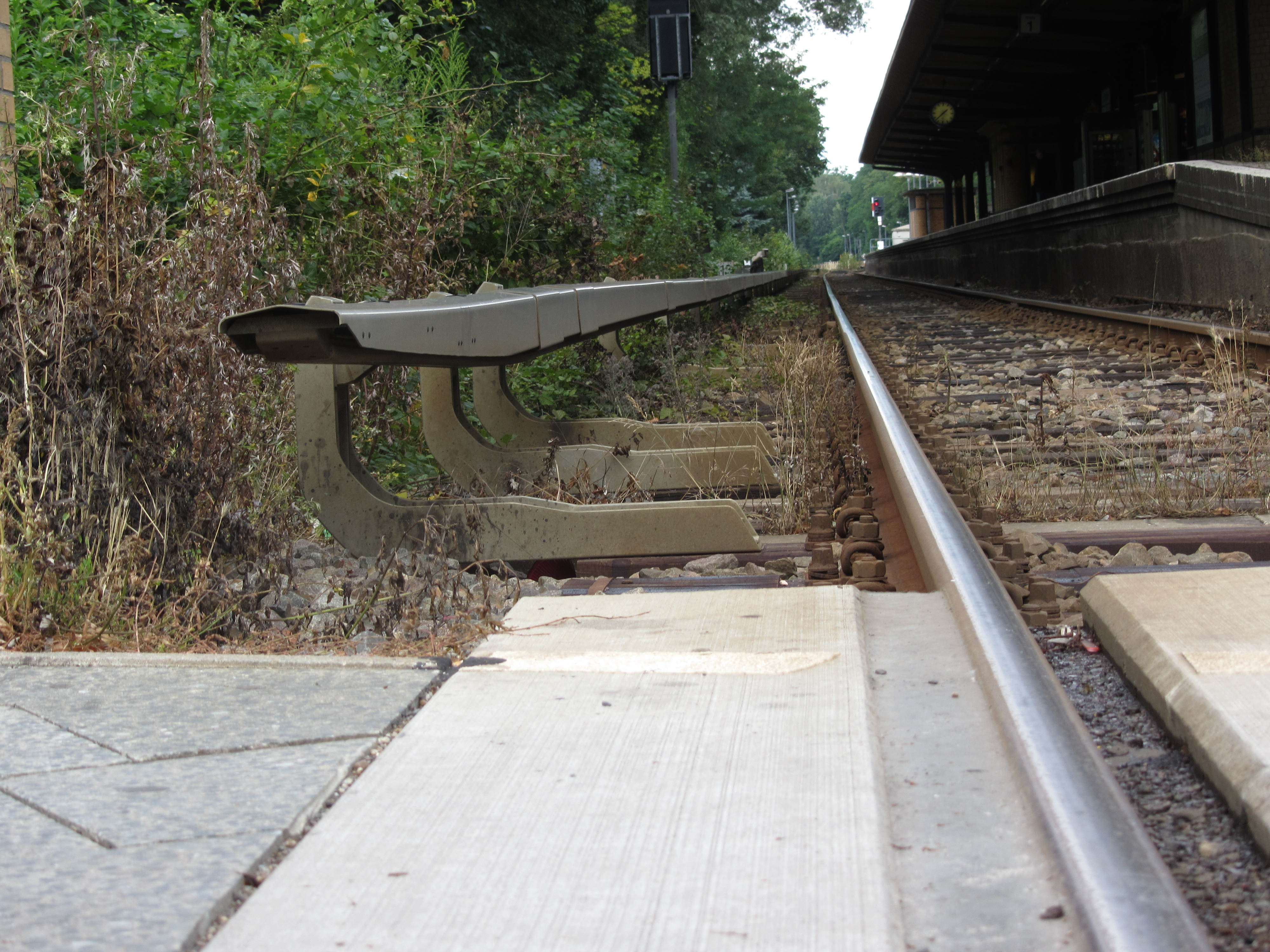
3e rail du S-bahn de Berlin à la gare de Berlin-Lichtenrad. Le captage du courant se fait par dessous.

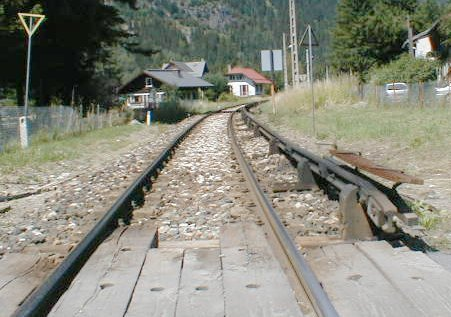
Voie métrique avec troisième rail (à droite) sur la ligne Saint-Gervais-Vallorcine en France. Le captage du courant se fait par dessus.

### Systèmes mixtes

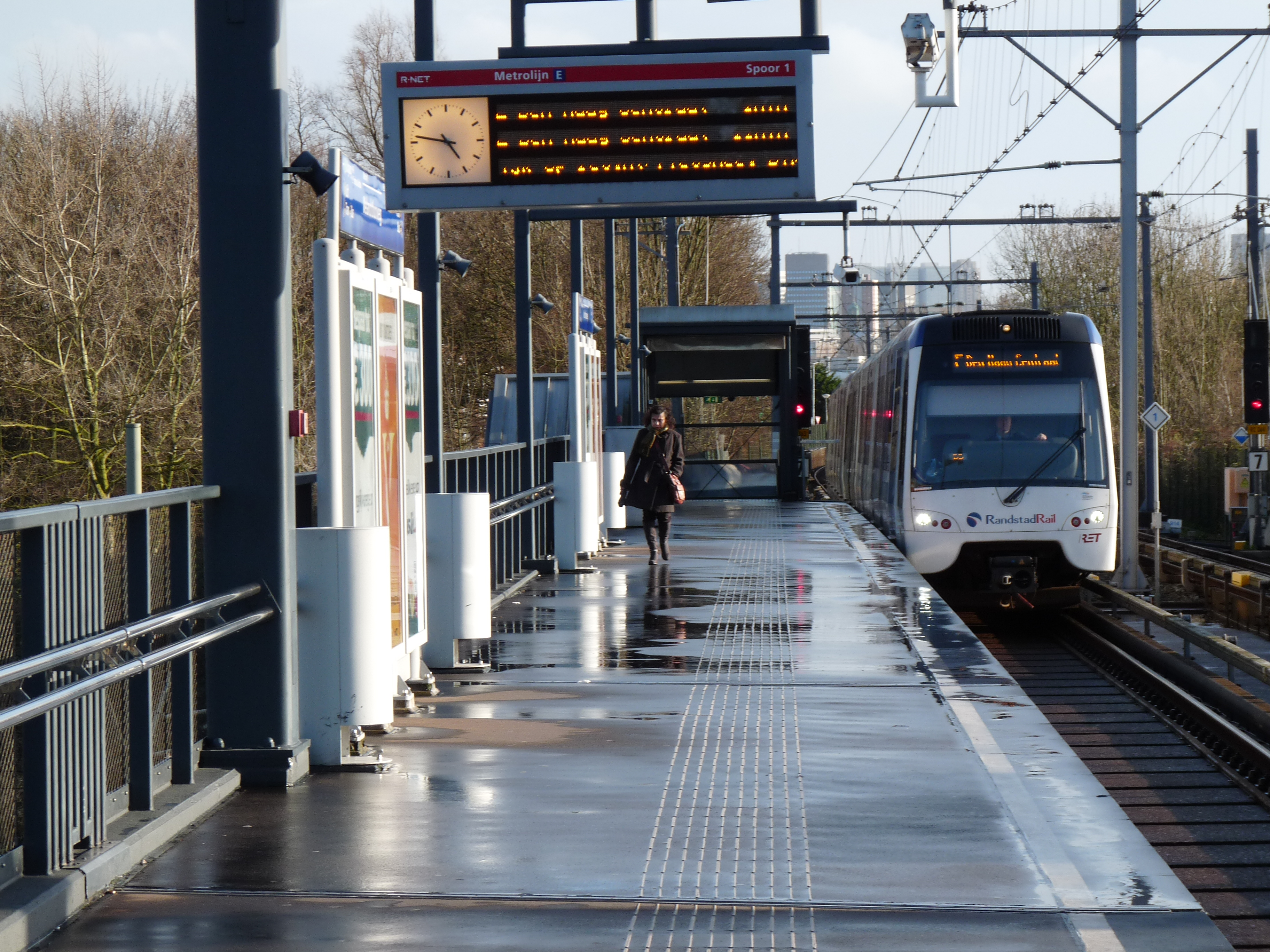
Station de transition entre l'alimentation par troisième rail (au sol en jaune) et la LAC à Melanchthonweg du métro de Rotterdam. Les pantographes ne sont pas encore levés.

Le métro de Rotterdam utilise à la fois un système à troisième rail (pour les sections en tunnel ou en viaduc) et un système à LAC (pour les sections à même le sol avec passage à niveau). Ainsi, les lignes B, C et E sont exploités avec des rames à deux modes d'alimentation.
Le métro d'Amsterdam utilisent uniquement le troisième rail en service commercial. Cependant, le dépôt est électrifié par ligne aérienne de contact. Les rames sont alors équipés de pantographe simplifié pour réaliser la jonction.
Le S-bahn d'Hambourg utilise également un système mixte de captation de courant. Les sections exclusives sont alimentés en troisième rail, alors que les sections mixtes avec les autres trains sont alimentés par LAC. 
Les trains Eurostar qui devaient être compatibles avec l'alimentation par caténaire et par troisième rail jusqu'à la mise en service en 2007 du dernier tronçon britannique à grande vitesse, ont été équipés de pantographes et de frotteurs pour troisième rail, ainsi que de transformateurs pour chaque type de courant. L'équipement lié au troisième rail a été supprimé fin 2007 et les rames ne sont depuis que bi-courant, voire tri-courant pour celles qui assurent des liaisons vers le Sud de la France ou vers les Pays-Bas.

### Système d'alimentation par le sol
Un système de captage au sol par rail central segmenté a été développé par Alstom (système "APS" : Alimentation Par le Sol) et équipe des tronçons de certains réseaux de tramway : Bordeaux, Reims, Orléans, etc. Ce système permet de ne pas "polluer" l'architecture des bâtiments par des LAC. Le système est sécurisé pour les piétons. En effet, les sections sont courtes et sont électrifiées uniquement quand l'intégralité de la rame recouvre le la section.

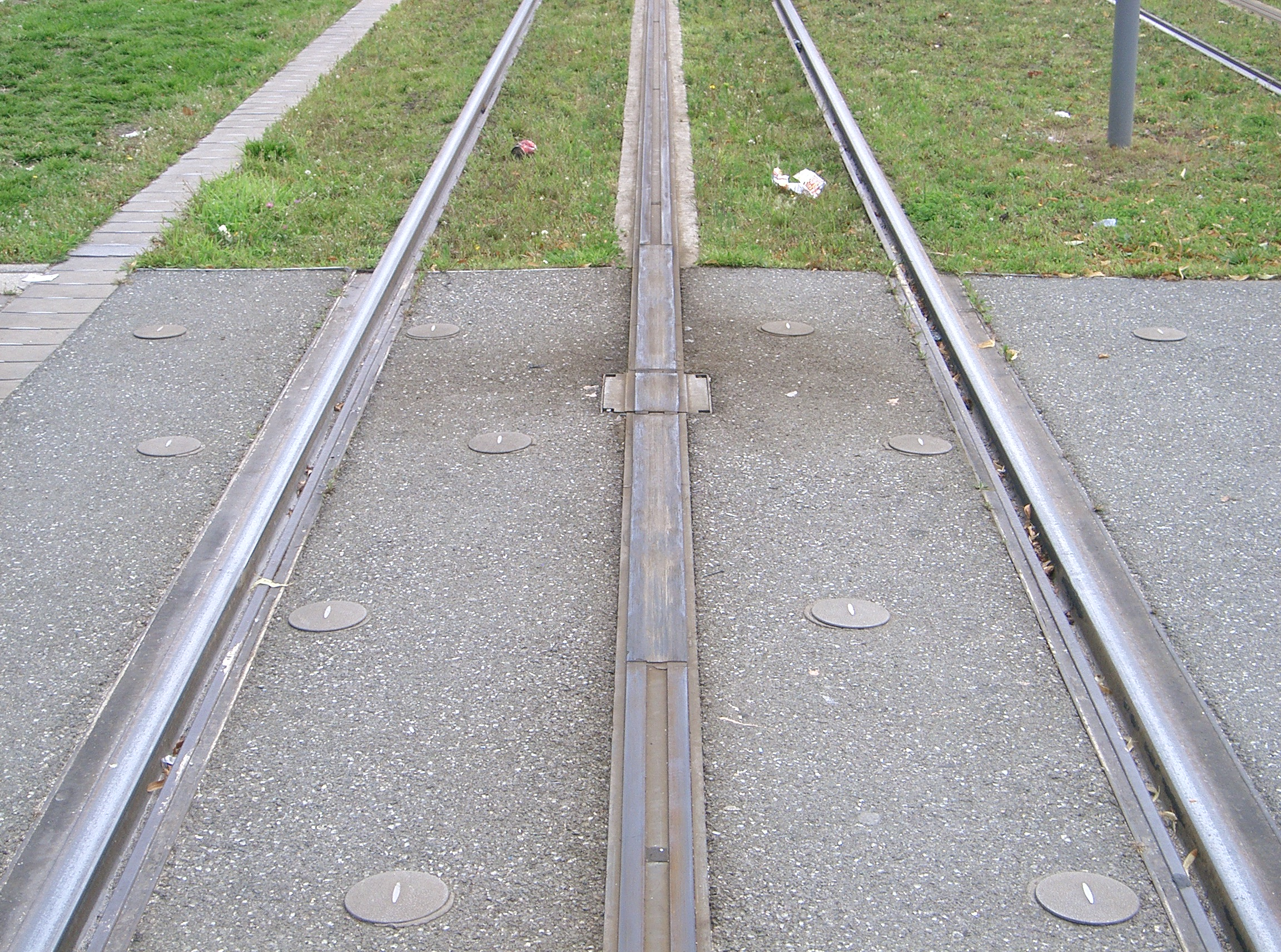
Rail central d'alimentation par le sol du tramway (Tramway de Bordeaux)

Un système d'alimentation par induction a été testé par Bombardier (système "Primove").

## Retour du courant

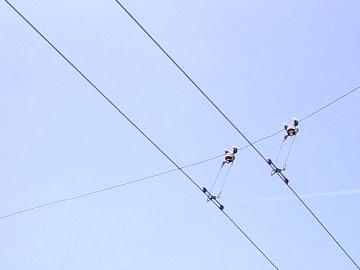
Lignes aériennes de contact de trolleybus.

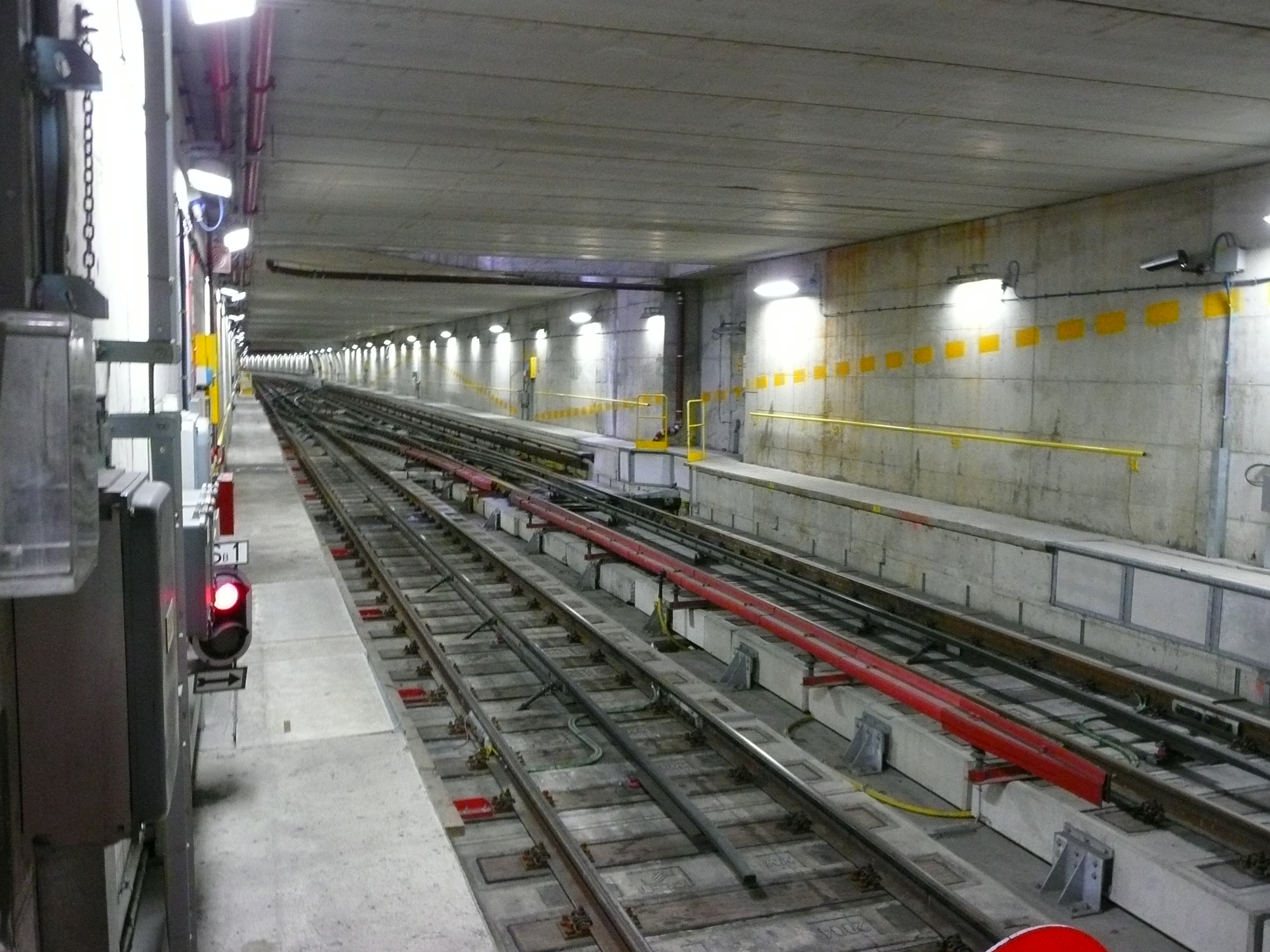
Système à quatre rails de la ligne 1 du métro de Milan

Le retour du courant est principalement réalisé par les rails de guidages. Les trolleybus, du fait de l'absence de rail, utilisent la ligne aérienne qui est doublée (d'où l'appellation de bifilaires). Le captage s'effectue alors avec une paire de perches, qui permettent par ailleurs au véhicule une liberté latérale de circulation de plusieurs mètres, afin de s'insérer dans le trafic urbain sans difficulté. Le retour courant par LAC est exclusif au trolleybus, mais pas au véhicule sur pneu. Le TVR de Caen, tous comme les tramway sur pneu translohr utilisent le rail de guidage pour le retour du courant. Le TVR de Nancy utilise la technologie du trolleybus et le rail de guidage n'a aucun rôle dans l'électrification. 
Le métro de Londres et la ligne 1 du métro de Milan utilisent une technologie à quatre rails. Les rails de guidages/roulement n'ont aucun rôle dans l'électrification, la captation du courant est réalisée par un troisième rail latéral et le retour du courant est réalisé par un quatrième rail central (qui peut alors être chargé négativement). 
Les lignes Nord-Sud du métro de Paris utilisaient une captation du courant par pantographe et un retour courant par un troisième rail latéral chargé négativement. Ce n'est pas un système mixte car chaque élément à son propre rôle non interchangeable.

## Recharges électriques en station ou aux terminus (biberonnage)
Selon cette technique, le captage de courant est réalisé de façon intermittente, en des points de rechargement prédéfinis, pour recharger un système de stockage d'énergie embarqué à bord du véhicule,. Ce système comporte des batteries d'accumulateurs ou des supercondensateurs. Ce système fournit ensuite au véhicule l'énergie dont il a besoin pour se déplacer jusqu'au point de rechargement suivant. Par exemple, les points de rechargements sont disposés aux stations, ce qui permet de profiter des temps de montée et de descente des voyageurs pour recharger le véhicule. Le véhicule n'est pas alimenté par une source d'énergie extérieure en dehors de ces points de rechargement, ce qui permet de ne pas avoir à installer une caténaire ou un troisième rail sur toute la longueur de la voie. Cette alternative est particulièrement intéressante en milieu urbain.
De nombreux constructeurs et équipementiers ferroviaires proposent cette technique, parmi lesquels on peut citer :
- le constructeur espagnol Construcciones y Auxiliar de Ferrocarriles et son système FreeDrive, qui équipe notamment le tramway de Saragosse et qui a été retenu en 2015 pour équiper le tramway de Luxembourg[4],
- le système Primove de Bombardier[5],
- l'équipementier ABB, qui teste son système "TOSA" à Genève sur une ligne de trolleybus[6],[7],
- divers constructeurs d'autobus électriques (Irizar en service à Amiens, Optare en service à Utrecht, VDL en service à Bois-le-Duc, Solaris en service à Bruxelles, …),
- des constructeurs chinois ont équipé une flotte de bus à Shanghai[8].

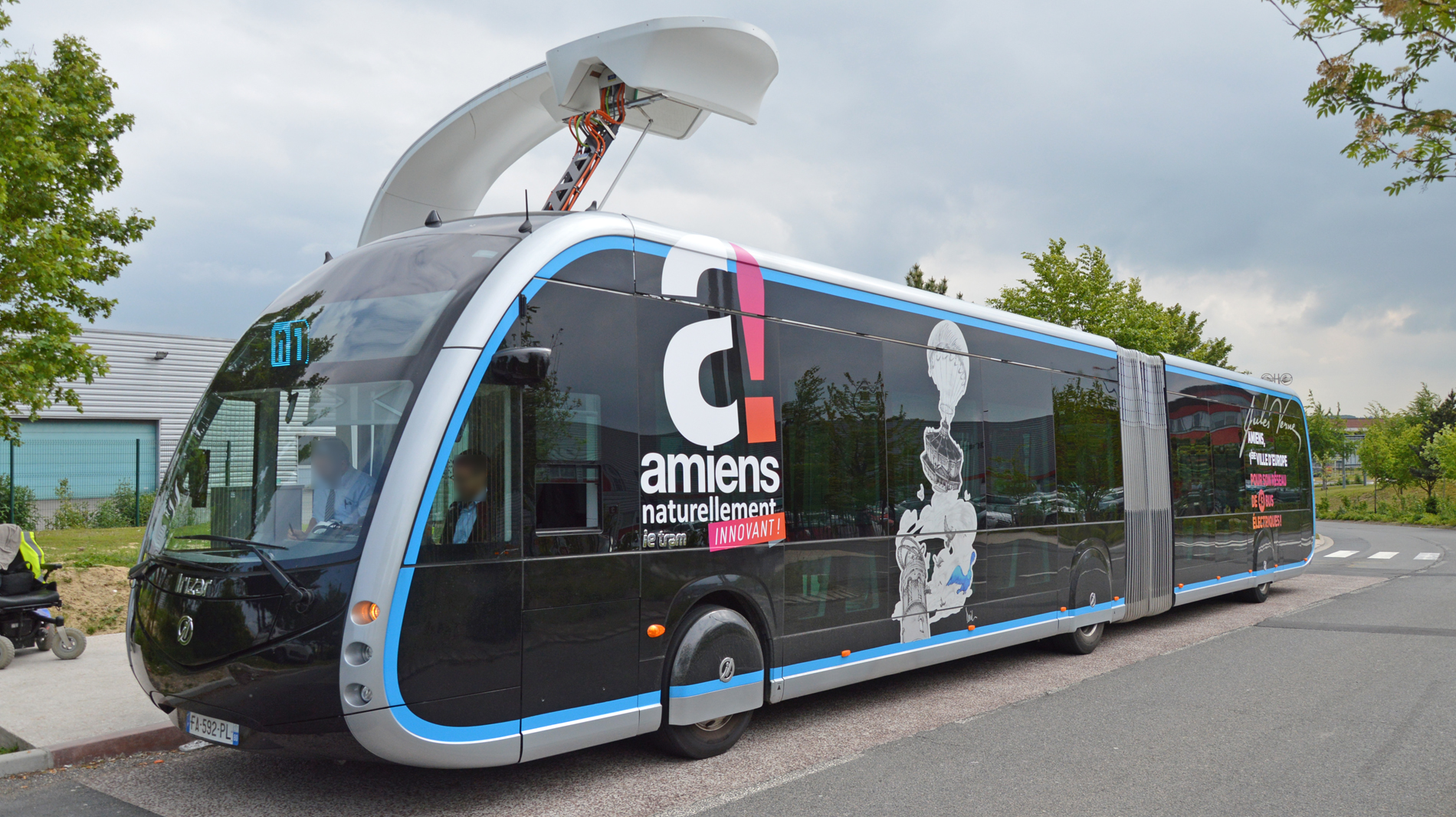
Un bus articulé Irizar du réseau Ametis d'Amiens, en cours de recharge sous une potence spécifique.
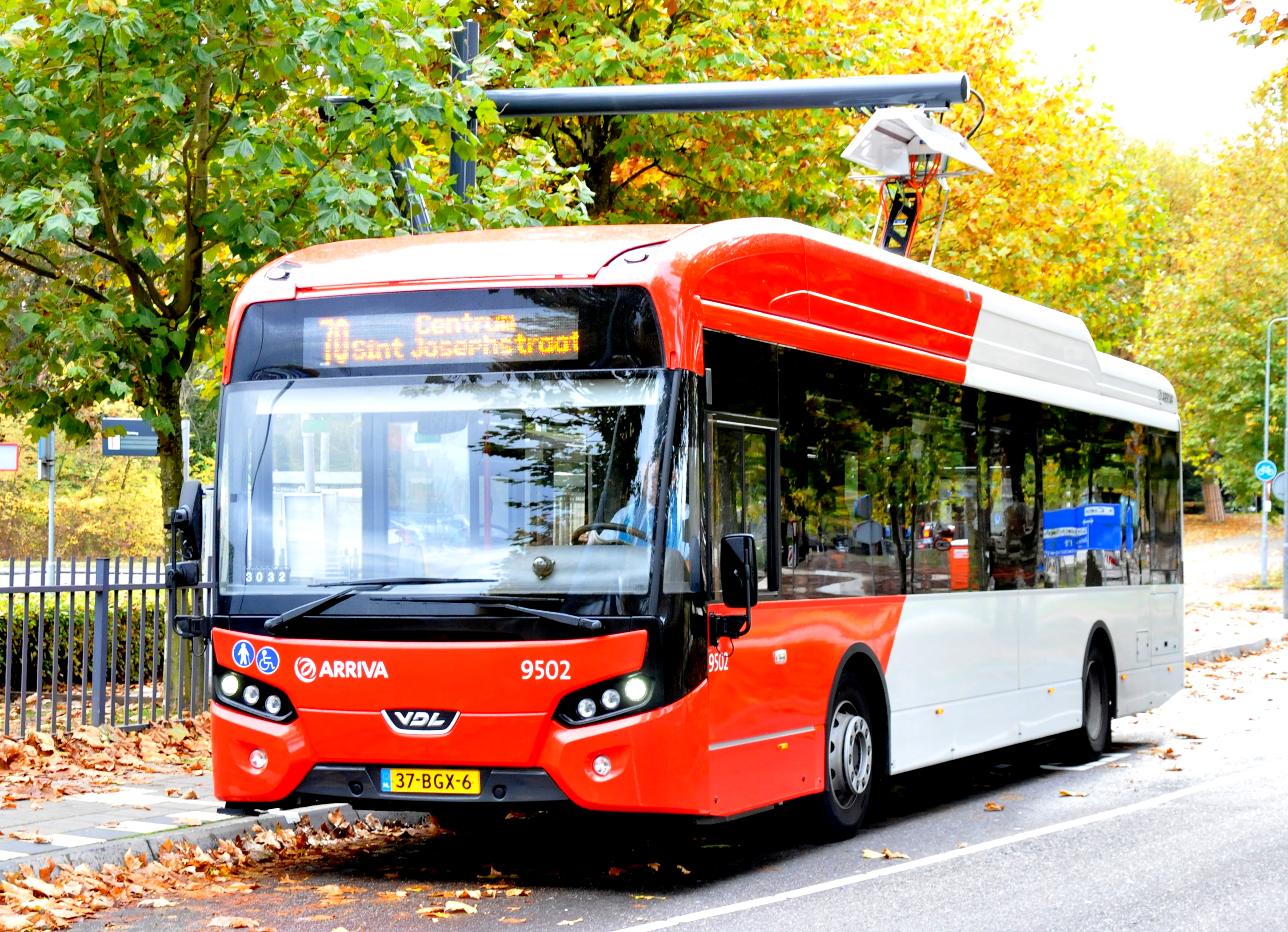
Un bus de la compagnie Arriva recharge ses batteries à Bois-le-Duc.
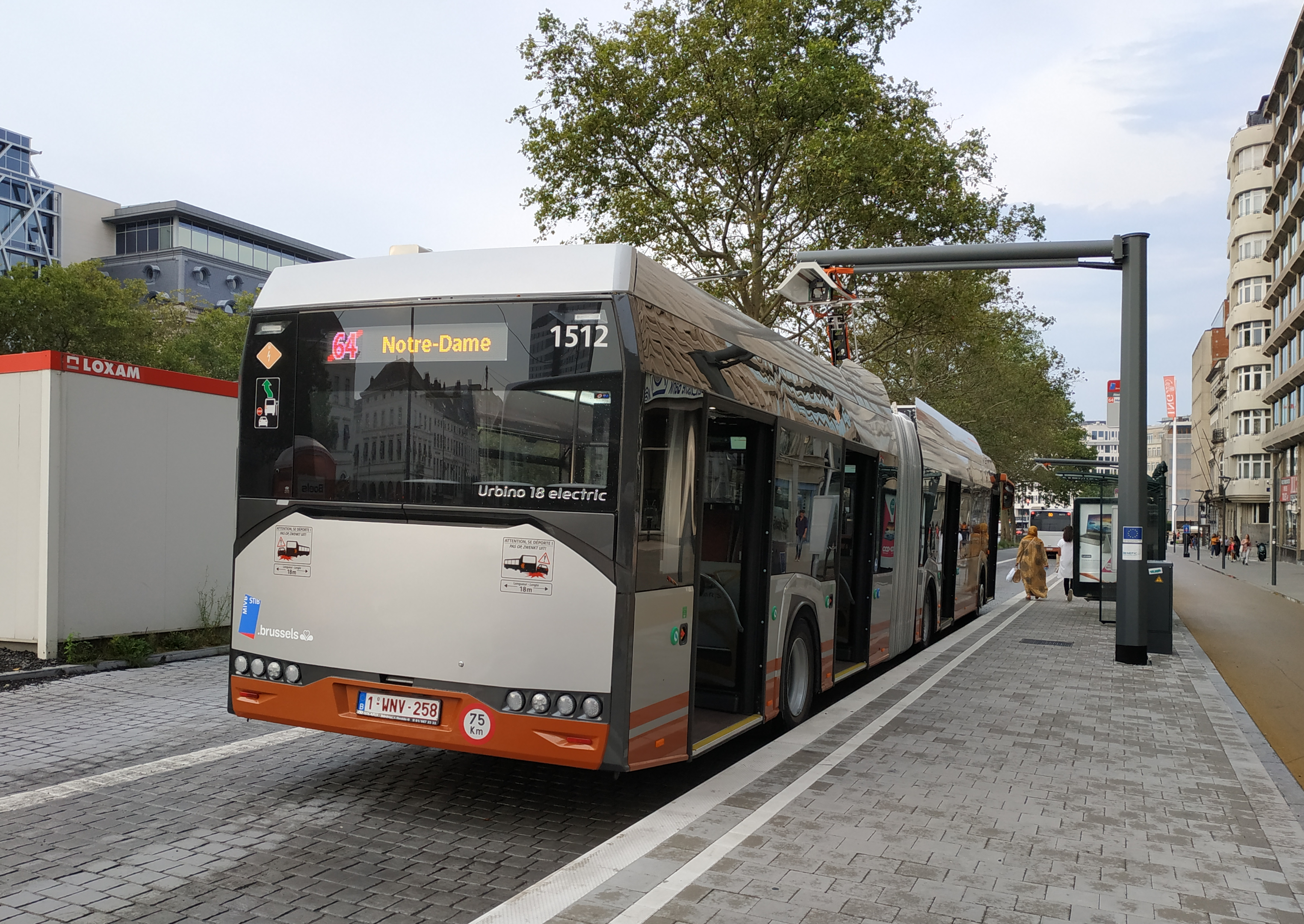
Un autobus articulé de la STIB recharge ses batteries à Bruxelles.
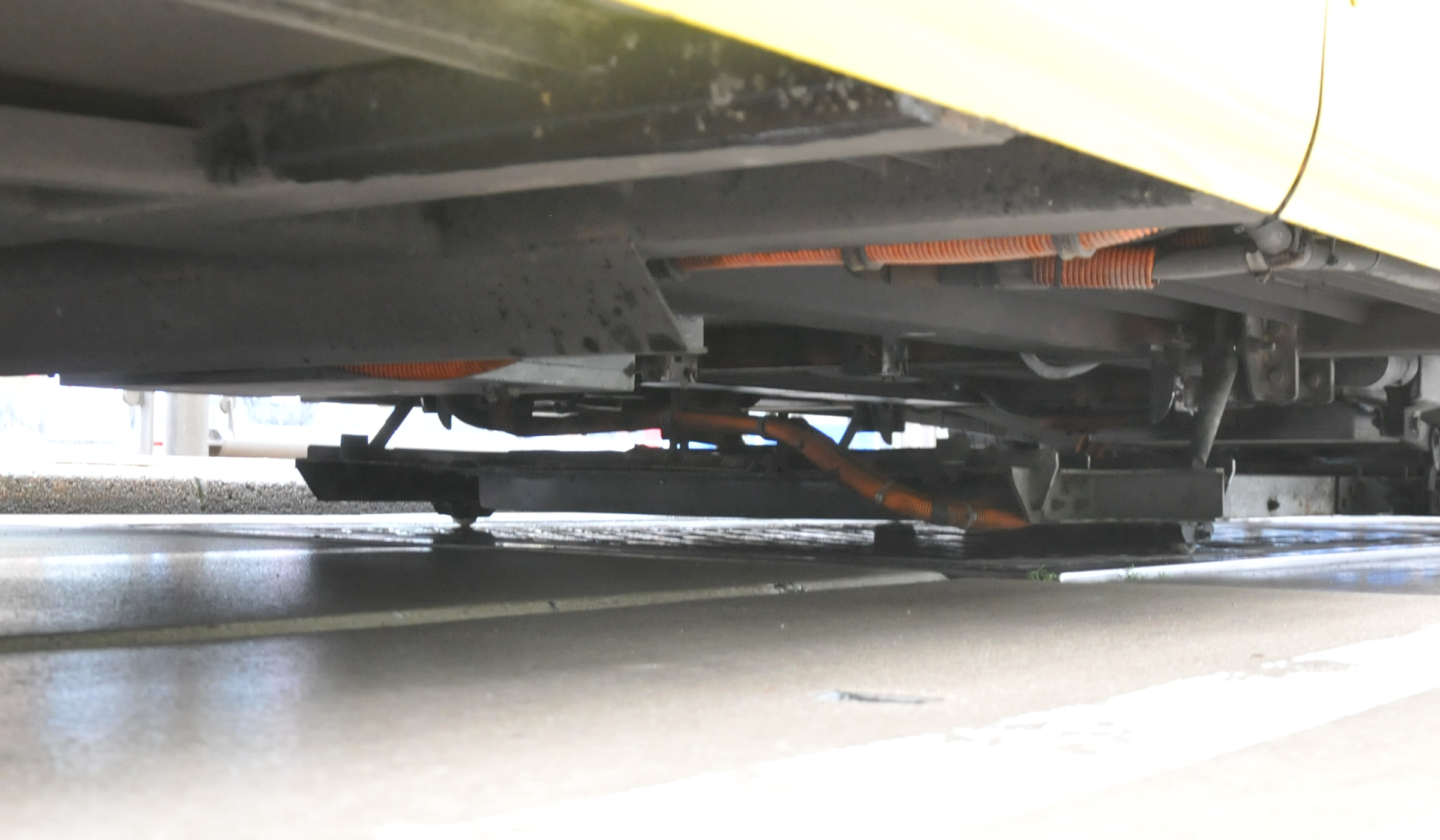
Détail du système de pantographe d'un autobus Optare Solo des transports régionaux d'Utrecht.

## Autres systèmes

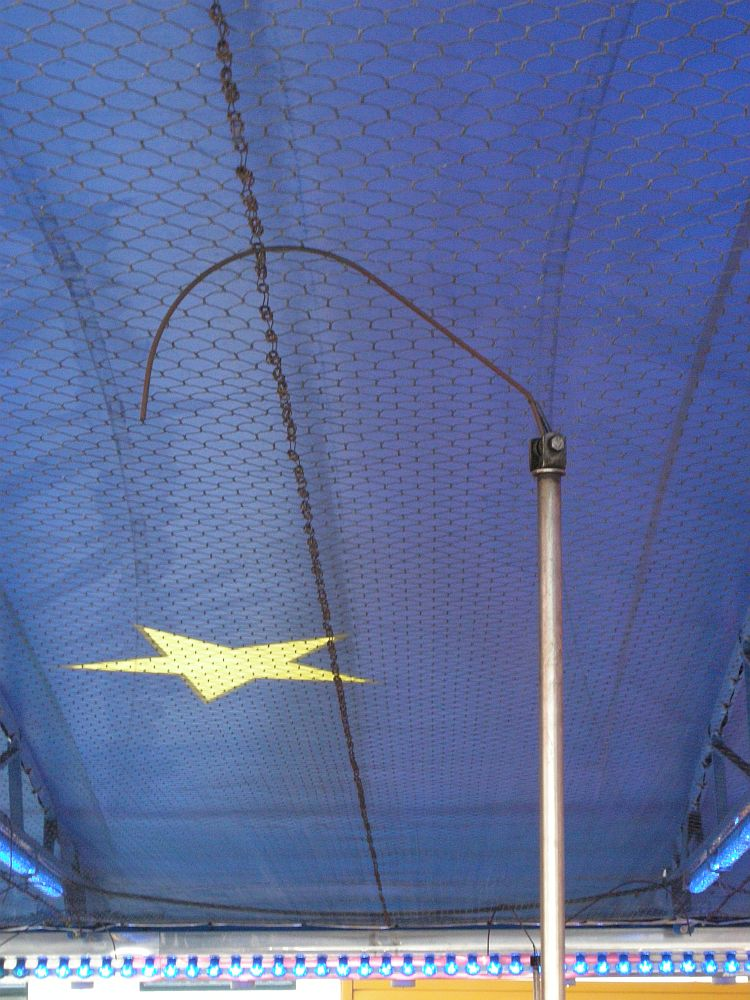
Frotteur de captage du courant d'une auto-tamponneuse

Un mode particulier de captage du courant est celui utilisé par les auto-tamponneuses : ici, chaque véhicule est muni d'un mât se terminant par un frotteur en demi-cercle qui prend le courant d'une toile métallique (une sorte de grillage à poules) placée horizontalement au-dessus de l'espace où les véhicules se meuvent ; ils peuvent ainsi parcourir dans tous les sens l'espace qui leur est réservé. Le retour du courant se fait par un plancher métallique.